# Alexios III Angelos
Alexios III Angelos (Grieks: Ἀλέξιος Γ’ Ἄγγελος) (c. 1153 — 1211) was keizer van Byzantium van 1195 tot 1203.
Alexios noemde zich Komnenos om zich te koesteren in de roem van zijn voorgangers. Hij kwam op de troon door zijn jongere broer Isaäk II Angelos af te zetten en hem de ogen uit te steken. Alexios was een machtsbeluste zwakkeling en het rijk zakte steeds verder in elkaar. Servië glipte uit de invloedssfeer van Byzantium. Een oorlog met Bulgarije resulteerde in een nederlaag. Hij besloot dan maar te stoken in de interne aangelegenheden van de Bulgaren en had daar wat meer succes mee.
De zwakte op de Balkan was echter niets vergeleken met de problemen met keizer Hendrik VI, die ook koning van Sicilië werd. Hendrik zag wel wat in de vereniging van beide keizerrijken, onder zijn leiding natuurlijk. Voordat het zo ver kon komen stierf Hendrik (1197).
Dat gaf Alexios tenminste de mogelijkheid de gehate Duitse belasting af te schaffen.
Maar Byzantium was nog niet van paus Innocentius III af. Die beschouwde de Byzantijnen als ketters die gedwongen moesten worden te helpen in de kruistochten, in plaats van dwars te liggen. De Venetiaanse Doge Enrico Dandolo was het daar volledig mee eens. Hij wilde ook Byzantium wel helpen kerstenen als hij het dan maar mocht houden als wingewest. Een intern probleem van Byzantium gaf een nuttige aanzet tot al deze nobele plannen.
De zoon van Isaäk II, Alexios IV wist te ontsnappen uit het gevang en vroeg de deelnemers aan de Vierde Kruistocht om hulp. Zij vielen Constantinopel aan en namen ondanks bittere tegenstand de stad in (17 juli 1203). Zij zetten de blinde Isaäk II en zijn zoon op de troon. Alexios III nam de benen, met de kroonjuwelen en de schatkist.